# Andrés Ramos
Andrés Ramos Dinza (10 de marzo de 1994), es un luchador cubano de lucha libre. Consiguió una medalla de bronce en los Juegos Panamericanos de 2015. Ganó la medalla de plata en Campeonato Panamericano de 2015. Logró la medalla de oro en Campeonato Centroamericano y del Caribe de 2014.